# Los Black Stripes
Los Black Stripes fue un supergrupo con diferentes íconos de la Música latinoaméricana: Charly Alberti, Jorge González, Álex Lora, Plastilina Mosh, Andrea Echeverri, Vicentico, Ricky Martin y Juanes. 
El 23 de octubre de 2003 con motivo de celebrar sus 10 años de vida y su segunda entrega de premios, MTV Latinoamérica unió en el Teatro Jackie Gleason de Miami en la apertura, a diferentes referentes de la música latinoaméricana en un grupo multifacetico denominado Los Black Stripes para interpretar diferentes temas de los más influyentes del Rock latino. El nombre del grupo hace referencia al dúo de rock estadounidense The White Stripes

## Miembros
En orden de aparición:
- Charly Alberti (de Soda Stereo) en batería con Juanes (de Ekhymosis) en guitarra, interpretando «Seven Nation Army» de The White Stripes de manera instrumental, así como también el resto de canciones.
- Álex Lora (de El Tri), a quien luego se les unió Jonaz y Rosso de Plastilina Mosh cantando «We are sudamerican rockers» de Los Prisioneros.
- Jorge González (de Los Prisioneros) cantando «Bolero falaz» de Aterciopelados.[nota 1]
- Andrea Echeverria (de Aterciopelados) cantando «Gimme the Power» de Molotov.
- Vicentico (de Los Fabulosos Cadillacs) cantando «Livin' la vida loca» de Ricky Martin.
- Ricky Martin con Juanes y Vicentico cantando «Matador» de Los Fabulosos Cadillacs.